# ウストィ (ドゥミニチ地区)
ウストィ（ロシア語: Усты）はロシア・カルーガ州ドゥミニチ地区(ru)の村落（село / セロ）である。州都カルーガからは120kmの位置にある。人口は2010年の時点で25人。

## 歴史
ウストィは、13 - 14世紀にかけてはウスチエという名の都市（город / ゴロド）であり、ウスチエ公国の首都だった。18世紀の始めには、ジズドラ川沿いのスヒニチ交易道路に面していた。